# Zoran Knežević
| Asteroizi descoperiți: 1 | Asteroizi descoperiți: 1 |
| ------------------------ | ------------------------ |
| 3176 Paolicchi           | 13 noiembrie 1980        |

Zoran Knežević (în chirilică sârbă: Зоран Кнежевић, n. 23 august 1949, Osijek, Iugoslavia) este un astronom sârb, director al Observatorului astronomic din Belgrad.

## Biografie
Knežević a obținut studii astronomice în Serbia. Publică din anul 1982.  Este preocupat de mișcarea planetelor mici din sistemul solar. Unul dintre asteroizii descoperit de Edward Bowel, 3900 Knežević, îi poartă numele. Din anul 2002 ocupă postul de director al Observatorului astronomic din Belgrad. Este membru corespondent al Academiei Sârbe de științe și arte. Membru al UAI.

## Publicații
- ADS NASA
- Biblioteca Congresului SUA